# Polka (outil)
Pour les articles homonymes, voir Polka.
La polka, aussi appelée marteau polka, est un outil à percussion directe des tailleurs de pierre, surtout utilisé au Moyen Âge.

## Description
Le manche en bois de frêne se tient à deux mains. Un tranchant est parallèle au manche tandis que l'autre est perpendiculaire. En cela il ne doit pas être confondu avec le marteau taillant. L'outil pèse de 1 à 2 kilos.
Le tranchant de la partie métallique sert à dégrossir la pierre puis à dresser un plan, c'est-à-dire aplanir une face. Cet outil est surtout utilisé pour ravaler les façades, c'est-à-dire pour bûcher la pierre. En effet, son côté perpendiculaire permet de frapper de face et donc de simplifier la tâche.